# Diesdorf
Diesdorf è un comune mercato (Flecken) di 2 267 abitanti della Sassonia-Anhalt, in Germania.
Appartiene al circondario di Altmark Salzwedel ed è parte della Verwaltungsgemeinschaft Beetzendorf-Diesdorf.

## Storia
Il 1º gennaio 2010 vi è stato aggregato il comune di Neuekrug.

## Geografia antropica
Il territorio comunale comprende i seguenti centri abitati (Ortsteil):
- Abbendorf,
- Bergmoor,
- Dankensen
- Diesdorf
- Dülseberg
- Haselhorst
- Höddelsen

- Hohenböddenstedt
- Hohengrieben
- Lindhof
- Mehmke
- Molmke
- Neuekrug

- Peckensen
- Reddigau
- Schadeberg
- Schadewohl
- Waddekath
- Wüllmersen